# M'rirt
M'rirt (em árabe: مريرت), também chamada Jamaat-al-Mrirt e Jemaa de Mrirt é uma cidade e município do centro de Marrocos, que faz parte da província de Khenifra e da região de Meknès-Tafilalet. Em 2004 tinha 35 196 habitantes e estimava-se que em 2012 tivesse 37 697 habitantes.
Habitada maioritariamente por berberes, situa-se na cordilheira do Médio Atlas, 30 km a nordeste de Quenifra, 152 km a nordeste de Beni Mellal, 50 km a sudoeste de Azrou e 97 km a sul de Mequinez (distâncias por estrada). Embora as atividades económicas locais mais importantes sejam tradicionalmente a agricultura, pecuária e a exploração florestal, há diversas minas onde se explora chumbo, zinco, prata e uma pequena proporção de ouro. As minas atualmente em atividade existem desde o o período colonial francês (primeira metade do século XX), mas os recursos mineiros da região já são explorados desde a Idade Média.
O soco (mercado) semanal realizado todas as quintas-feiras atrai grande número de pessoas à cidade, sobretudo os camponeses dos arredores.